# ثيودور جيلارد توماس
ثيودور جيلارد توماس (بالإنجليزية: Theodore Gaillard Thomas)‏ هو طبيب التوليد والنساء أمريكي، ولد في 21 نوفمبر 1831 في إديستو في الولايات المتحدة، وتوفي في 28 فبراير 1903 في توماسفيل في الولايات المتحدة.